# جواو روبرتو كوستوديو
جواو روبرتو كوستوديو (31 ديسمبر 1987 بساو باولو في البرازيل - ) هو لاعب كرة قدم برازيلي في مركز الوسط. لعب مع جمعية بورتوغيزا الرياضية ونادي نوروستي الرياضي وAssociação Esportiva Recreativa Engenheiro Beltrão ‏ وGrêmio Esportivo Osasco ‏ ونادي بوا إيسبورت وOeste Futebol Clube ‏.

## وصلات خارجية
- جواو روبرتو كوستوديو على موقع قاعدة بيانات كرة القدم.إي يو (الإنجليزية)
- جواو روبرتو كوستوديو على موقع Soccerway.com (الإنجليزية)